# خاویر پریرا (بازیکن فوتبال)
خاویر پریرا (انگلیسی: Javier Pereira؛ زادهٔ ۱۳ مهٔ ۱۹۶۶) بازیکن فوتبال و مربی فوتبال اهل اسپانیا است.
از باشگاه‌هایی که در آن بازی کرده‌است می‌توان به باشگاه فوتبال واتفورد اشاره کرد.